# عبد الرحيم الخميس
عبد الرحيم يوسف الخميس (مواليد 19 أبريل 1992) هو لاعب كرة قدم سعودي .
لعب سابقاً لأندية الجيل والقادسية و أولمبي نادي هجر ونادي الحزم ونادي العدالة .

## وصلات خارجية
- عبد الرحيم الخميس على موقع Soccerway.com (الإنجليزية)

- عبد الرحيم الخميس